# Lavori in corso
Lavori in corso è l'album di debutto del gruppo musicale italiano DFA, pubblicato nel 1997.

## Tracce
1. Work Machine – 7:15
2. Collage – 7:12
3. Pantera – 8:49
4. La sua anima – 4:03
5. Trip on Metrò – 6:39
6. Space Ace Man – 9:53
7. La via – 16:22